# 何如申
何如申（1562年—1618年），字仲嘉，别號虚白，直隸桐城县（今安徽省枞阳县）人，明朝政治人物，進士出身。

## 生平
万历十三年（1585年）乙酉科鄉試第十六名舉人，二十三年（1595年）乙未科會試第五十八名，因丁憂未殿试，二十六年（1598年）登戊戌科二甲五十四名进士，礼部觀政，二十八年丁父憂，三十一年授户部主事，三十三年湖广监兑，三十五年升郎中，督遼東粮儲。三十六年擢知處州府，将士诣撫按請留，遂以郎中留任。万历四十年五月升浙江右參政，分守嘉湖道，四十三年晉山西按察使，四十四年三月升浙江右布政使，四十六年以病歸，惟圖書數卷而已。後继藩任者检前贖金，千里送至其家，如申正病劇，不能言语，猶摇手戒諸子勿受，竟謝却之。
何如申少有文名，每次考试則为冠軍，名在二三輒稱屈。他在县上入學讀書，其母居青山，每月給他送一次親自做的饭菜，有次身体不适，脱一髪簪寄送給他，讓他卖钱吃饭。如申收到簪子後，捧而泣哭。中了舉人後，不为妻兒置办一件衣物，曰：吾忍忘吾母脱簪時乎！其純孝如此。其所遗留的田産都不够家庭用度，所居屋室损壞不能遮挡風雨，桐城人稱廉吏必推如申為最。

## 家族
曾祖何鐸。祖父何山。父何思鰲，字子極，號海愚，曾任栖霞县知县。母方氏。具庆下。弟何如寵，同榜進士，官户部尚书、武英殿大學士。娶鲍氏。子應瓊、應璿、應珽。